# لالة محمد
لالة محمد قرية سوريّة تتبع إداريّاً لمحافظة حلب منطقة منبج ناحية خفسة، بلغ تعداد سكانها (1,109) نسمة حسب التعداد السكاني لعام 2004.